# 713 (numero)
Settecentotredici (713) è il numero naturale dopo il 712 e prima del 714.

## Proprietà matematiche
- È un numero dispari.
- È un numero composto con 4 divisori: 1, 23, 31, 713. Poiché la somma dei suoi divisori (escluso il numero stesso) è 55 < 713 è un numero difettivo.
- È un numero semiprimo.
- È un numero palindromo e un numero a cifra ripetuta nel sistema di numerazione posizionale a base 30 (NN).
- È parte delle terne pitagoriche (216, 713, 745), (713, 8184, 8215), (713, 11040, 11063), (713, 254184, 254185).

## Astronomia
- 713 Luscinia è un asteroide della fascia principale del sistema solare.
- NGC 713 è una galassia spirale della costellazione della Balena.

## Astronautica
- Cosmos 713 è un satellite artificiale russo.